# Yvonne Ritter-Elkuch
Yvonne Ritter-Elkuch (* 31. März 1968 in Altstätten, Schweiz als Yvonne Elkuch) ist eine ehemalige Liechtensteiner Radsportlerin.

## Leben und sportliche Laufbahn
Als Yvonne Ritter-Elkuch nahm sie an den Olympischen Sommerspielen 1988 und 1992 teil. Im Strassenrennen 1988 belegte sie den 17. Rang und war bei der Eröffnungsfeier der Spiele Fahnenträgerin Liechtensteins. Bei den Strassenradsport-Weltmeisterschaften 1990 belegte die Liechtensteinerin den 47. Rang. Bei den Olympischen Sommerspielen 1992 landete sie im Strassenrennen ebenfalls auf Platz 47. Bei den Weltmeisterschaften 1994 belegte sie den 72. und 1995 den 68. Rang. 
Ritter-Elkuch ist von Beruf Physiotherapeutin und betreibt eine eigene Praxis in Ruggell.